# ザ・レンブランツ
ザ・レンブランツ（The Rembrandts）は、アメリカのポップ音楽のデュオ。テレビドラマ『フレンズ』のテーマ曲『アイル・ビー・ゼア・フォー・ユー』で世界的に有名。
1997年にフィル・ソレムが脱退後に、ダニー・ワイルド+ザ・レンブランツ（Danny Wilde + The Rembrandts）として活動していた。2001年にフィル・ソレムは復帰する。

## メンバー
- フィル・ソレム
- ダニー・ワイルド

## アルバム
- ザ・レンブランツ
- アンタイトルド
- LP
- スピン・ディス
- ロスト・トゥギャザー
- チョイス・ピックス
- グレイテスト・ヒッツ